# Gioia Marzocca
Gioia Marzocca (Lecco, 22 de junio de 1979) es una deportista italiana que compitió en esgrima, especialista en la modalidad de sable.
Ganó cinco medallas en el Campeonato Mundial de Esgrima entre los años 2000 y 2007, y ocho medallas en el Campeonato Europeo de Esgrima entre los años 2000 y 2012.

## Palmarés internacional
| Campeonato Mundial | Campeonato Mundial      | Campeonato Mundial | Campeonato Mundial |
| Año                | Lugar                   | Medalla            | Prueba             |
| ------------------ | ----------------------- | ------------------ | ------------------ |
| 2000               | Budapest (Hungría)      | Medalla de plata   | Sable por equipos  |
| 2001               | Nimes (Francia)         | Medalla de bronce  | Sable individual   |
| 2003               | La Habana (Cuba)        | Medalla de oro     | Sable por equipos  |
| 2003               | La Habana (Cuba)        | Medalla de bronce  | Sable individual   |
| 2007               | San Petersburgo (Rusia) | Medalla de bronce  | Sable individual   |
| Campeonato Europeo |                         |                    |                    |
| Año                | Lugar                   | Medalla            | Prueba             |
| 2000               | Funchal (Portugal)      | Medalla de bronce  | Sable individual   |
| 2000               | Funchal (Portugal)      | Medalla de bronce  | Sable por equipos  |
| 2001               | Coblenza (Alemania)     | Medalla de plata   | Sable por equipos  |
| 2005               | Zalaegerszeg (Hungría)  | Medalla de bronce  | Sable individual   |
| 2009               | Plovdiv (Bulgaria)      | Medalla de bronce  | Sable por equipos  |
| 2010               | Leipzig (Alemania)      | Medalla de bronce  | Sable por equipos  |
| 2011               | Sheffield (Reino Unido) | Medalla de oro     | Sable por equipos  |
| 2012               | Legnano (Italia)        | Medalla de bronce  | Sable por equipos  |